# Хмелевицы (Вологодская область)
Хмелевицы — деревня в Кирилловском районе Вологодской области на реке Хмелёвка.
Входит в состав Николоторжского сельского поселения, с точки зрения административно-территориального деления — в Волокославинский сельсовет.
Расстояние до районного центра Кириллова по автодороге — 44,7 км, до центра муниципального образования Никольского Торжка по прямой — 17 км. Ближайшие населённые пункты — Тереховская, Татьянино, Подгорная.
По переписи 2002 года население — 37 человек (18 мужчин, 19 женщин). Всё население — русские.